# Mi (nom de famille)
Mi est un ancien nom de famille ancestral correspondant au sinogramme "羋". C'est notamment le nom de la maison royale qui dirige l'État de Chu pendant la dynastie Zhou. C'est aussi la romanisation pinyin de divers noms de famille chinois modernes, dont "麋", "米" et "禰", entre autres.

## Mǐ
Le clan Mǐ (chinois : 芈) fut la maison royale des états de Chu et Kui (夔) pendant la dynastie Zhou. Les membres de ce clan prétendaient être des descendants de Zhuanxu, par l'intermédiaire de son petit-fils Jilian, qui aurait fondé leur dynastie. Les auteurs du "Chu Lexicon" de l'Université du Massachusetts supposent qu'il s'agit d'un mot Chu indigène dont la signification est "ours", ce qui expliquerai pourquoi les cadets de cette famille sont enregistré avec comme nom de famille "Xiong", un mot chinois signifiant "ours".
Pendant longtemps la famille royale du Chu a été divisée en de nombreuses branches cadettes. Deux des premières branches du clan Mi étaient les Dou (鬬) et les Cheng (成). Ces trois familles ont été regroupée au sein du clan Ruo'ao. Par la suite, les clans Jing (景), Zhao (昭) et Qu (屈) sont apparus a leur tours, tous formés par des familles descendants de différents rois Chu. Il y avait également le clan Sanlü (三閭), qui regroupait les membres des familles Jings, Zhaos et Qus. Parmi les autres branches mineures du clan Mi, on trouve, entre autres, les familles Ye (葉, à l'origine Shenyin 沈尹), Xiang (項), Lan (蘭) et Zha (查).
Certaines familles Pans (潘) de Chine sont en fait des descendants d'une branche cadette du Clan Mi, fondée par Pan Chong.

## Personnalités portant le nom de famille Mi

### Mi (羋)
- Les Rois de Chu
- Mi Bazi (羋八子, La reine du Roi Huiwen de Qin.)
- Qu Yuan (屈原, nom de clan Qu, auteur des Chants de Chu)
- Xiang Yu (項羽, nom de clan Xiang, seigneur de guerre et héros historique Chinois, célèbre pour sa rivalité avec Liu Bang)
- Duc de Ye (en) (Premier ministre du Chu à la fin de la Période des Printemps et Automnes. Nom de clan Ye, le premier Ye.)
- Ban Gu, Ban Chao et Ban Jieyu (trois frères et sœurs du clan Ruo'ao)

### Mi (米)
59éme des "Cent noms de famille (en)". Il est considéré comme étant l'un des "Neuf noms de famille Sogdien (en)".
- Mi Fu (Chinois: 米芾 ou 米黻; pinyin: Mǐ Fú, aussi connu sous le nom de Mi Fei, 1051–1107) peintre, poète et calligraphe chinois né à Taiyuan durant la dynastie Song.

### Mi (禰)
- Mi Heng (en) (禰衡; 173 – 200) – érudit de la fin de la dynastie Han

### Mi (糜)
- Mi Zhu (en) (糜竺; mort vers. 221) – Haut-fonctionnaire au service du seigneur de guerre Liu Bei a la fin de la Dynastie Han.
- Mi Fang (en) (糜芳) Général sous les ordres de Liu Bei, puis sous ceux des rois du Wu
- Dame Mi (en)  (麋夫人), épouse de Liu Bei

## Voir également
- Cent noms de famille (en)